# Hắc chu anh
Hắc chu anh (tên khoa học: Oriolus cruentus) là một loài chim trong họ Oriolidae.
Hắc chu anh được tìm thấy ở Indonesia và Malaysia, nơi sinh sống tự nhiên của chúng là rừng ẩm thấp nhiệt đới hoặc cận nhiệt đới và rừng ẩm ướt nhiệt đới hoặc cận nhiệt đới.